# Yoel Lago
Yoel Lago Amil (Mondariz, 25 marzo 2004) è un calciatore spagnolo, difensore del Celta Vigo.

## Caratteristiche tecniche
Nato come centrocampista difensivo, nelle giovanili del Celta si è stabilito come difensore centrale.

## Carriera
Cresciuto nel settore giovanile del Celta Vigo, ha esordito con la squadra riserve il 25 settembre 2021 nell'incontro di Primera División RFEF perso 1-0 contro il Calahorra.
Ha fatto il suo esordio in prima squadra il 26 maggio 2024 nell'ultima giornata di Primera División pareggiata 2-2 contro il Valencia.

## Statistiche

### Presenze e reti nei club
Statistiche aggiornate al 4 maggio 2025
| Stagione        | Squadra         | Campionato      | Campionato | Campionato | Coppe nazionali | Coppe nazionali | Coppe nazionali | Coppe continentali | Coppe continentali | Coppe continentali | Altre coppe | Altre coppe | Altre coppe | Totale | Totale | Totale |
| Stagione        | Squadra         | Comp            | Pres       | Reti       | Comp            | Pres            | Reti            | Comp               | Pres               | Reti               | Comp        | Pres        | Reti        | Pres   | Reti   |        |
| --------------- | --------------- | --------------- | ---------- | ---------- | --------------- | --------------- | --------------- | ------------------ | ------------------ | ------------------ | ----------- | ----------- | ----------- | ------ | ------ | ------ |
| 2021-2022       | Celta Vigo B    | PDR             | 3          | 0          | -               | -               | -               | -                  | -                  | -                  | -           | -           | -           | 3      | 0      |        |
| 2022-2023       | Celta Vigo B    | PF              | 16         | 0          | -               | -               | -               | -                  | -                  | -                  | -           | -           | -           | 16     | 0      |        |
| 2023-2024       | Celta Vigo B    | PF              | 33         | 0          | -               | -               | -               | -                  | -                  | -                  | -           | -           | -           | 33     | 0      |        |
| 2024-2025       | Celta Vigo B    | PF              | 29         | 0          | -               | -               | -               | -                  | -                  | -                  | -           | -           | -           | 29     | 0      |        |
| mag.2024        | Celta Vigo      | PD              | 1          | 0          | CR              | -               | -               | -                  | -                  | -                  | -           | -           | -           | 1      | 0      |        |
| 2024-2025       | Celta Vigo      | PD              | 5          | 0          | CR              | 2               | 0               | -                  | -                  | -                  | -           | -           | -           | 7      | 0      |        |
| Totale carriera | Totale carriera | Totale carriera | 87         | 0          |                 | 2               | 0               |                    | -                  | -                  |             | -           | -           | 89     | 0      |        |